# Tsurumi (Osaka)
Tsurumi (鶴見区, Tsurumi-ku) és un dels 24 districtes urbans de la ciutat d'Osaka, capital de la prefectura homònima, a la regió de Kansai, Japó. El districte és conegut per allotjar-hi l'Expo '90.

## Geografia
El districte de Tsurumi es troba localitzat a la part nord-est de la ciutat d'Osaka, a la prefectura homònima. De fet, Tsurumi és el districte més oriental de la ciutat. El terme del districte de Tsurumi limita amb Asahi i Moriguchi al nord; amb Daitō i Kadoma a l'est; amb Higashiosaka al sud i amb Jōtō a l'oest.

### Barris
Els chōchō o barris del districte són els següents:
- Imazu-Naka (今津中)
- Imazu-Minami (今津南)
- Imazu-Kita (今津北)
- Tsurumi (鶴見)
- Tokuan (徳庵)
- Nakanochaya (中茶屋)
- Hanaten-Higashi (放出東)
- Hama (浜)
- Matta-Ōmiya (茨田大宮)
- Midori (緑)
- Morokuchi (諸口)
- Yakeno (焼野)
- Yasuda (安田)
- Yokozutsumi (横堤)
- Ryokuchi-Kōen (緑地公園)

## Història
El districte de Tsurumi es fundà el 22 de juliol de 1974 com a fruit de l'escissió del sector oriental del districte de Jōtō. Tsurumi és per tant, un dels districtes urbans més joves d'Osaka, ja que la seua creació correspon a la darrera reforma de districtes. L'any 1990 se celebrà a Tsurumi l'Exposició Internacional de les Flors i el Verd, de la qual encara román el parc original creat per a l'ocasió amb molts dels pavellons fets pels països participants a l'exposició.

## Transport

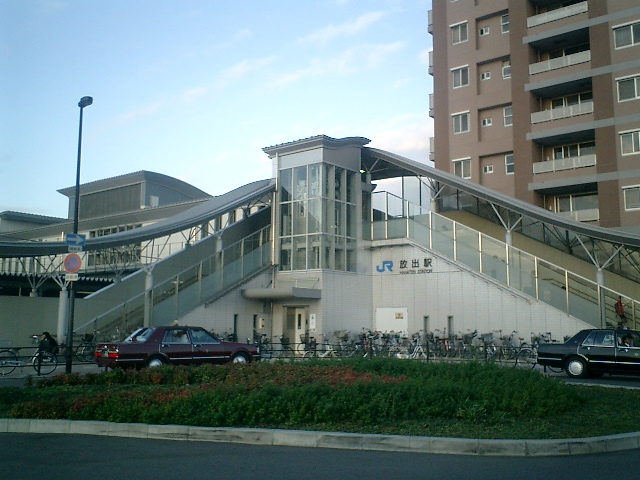
Estació de Hanaten

### Ferrocarril
- Companyia de Ferrocarrils del Japó Occidental (JR West)
  - Hanaten
- Metro d'Osaka
  - Imafuku-Tsurumi - Yokozutsumi - Tsurumi-ryokuchi

### Carretera
- Autopista Kinki
- Nacional 163